# Money Bag (film)
Money Bag (머니백?, MeonibaekLR), noto anche con il titolo internazionale Snatch Up, è un film del 2018 scritto e diretto da Heo Jun-hyeong.

## Trama
Una borsa per mazze da golf contiene in realtà un'ingente quantità di denaro; vengono a conoscenza della notizia un disoccupato che ha perso tutti i propri risparmi, un poliziotto e un politico corrotti, due strozzini, uno spacciatore di droga, un fattorino e persino un sicario.

## Distribuzione
In Corea del Sud la pellicola è stata distribuita a livello nazionale dalla Little Big Pictures, a partire dal 12 aprile 2018.